# مرسل (اتصالات)

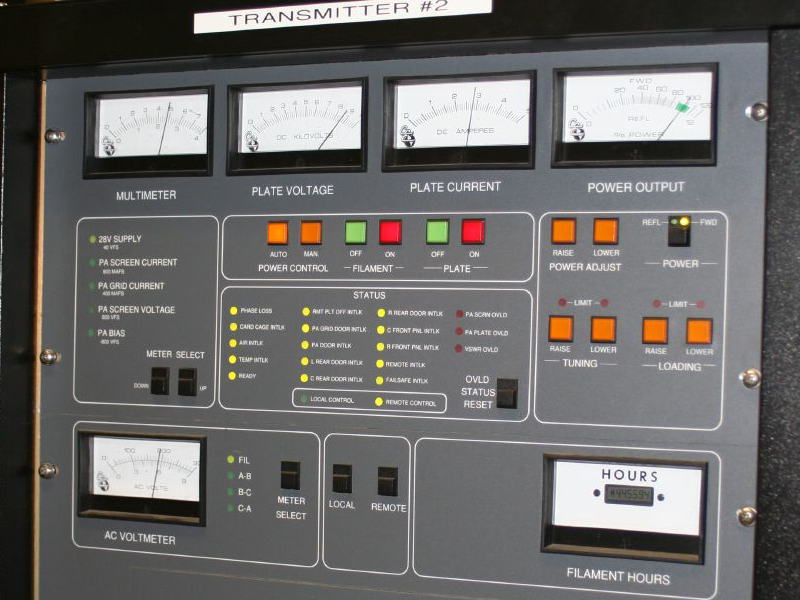
جهاز إرسال.

المُرسِل أو جهاز الإرسال أو المُرسِلة (بالإنجليزية: Transmitter)‏ أو المرسل الراديوي (بالإنجليزية: Radio transmitter)‏ في الإلكترونيات والاتصالات هو جهاز إلكتروني يبث موجات راديو وذلك بواسطة هوائي. يولّد جهاز الإرسال تيار متردد له تردد عال، يرسل إلى الهوائي، والذي عندما يتهيج بالتيار الذي استقبله، يقوم بإرسال موجات الراديو. بالإضافة إلى استخدامها في مجال الإذاعة، فإن أجهزة الإرسال هي مكوّنات ضرورية في العديد من الأجهزة الإلكترونية التي تتواصل بموجات الراديو في مجال الاتصالات مثل الرادار.

## الوصف

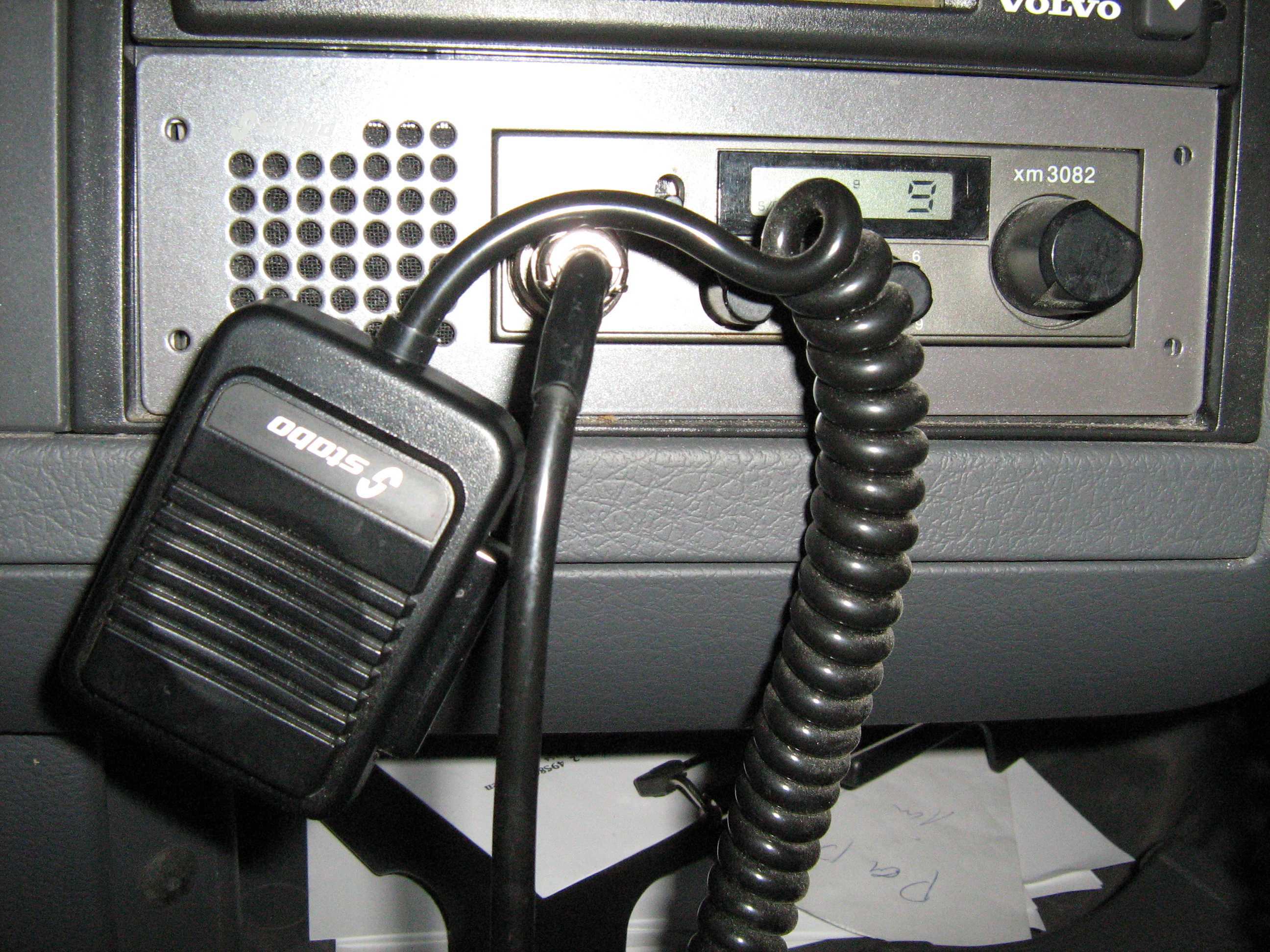
راديو ثنائي الاتجاه لنطاق موجات مدني في شاحنة

يمكن أن يكون جهاز الإرسال عبارةً عن قطعة منفصلة عن المعدات الإلكترونية، أو دارة كهربائية (دائرة كهربائية) ضمن جهاز إلكتروني آخر. يسمى دمج المرسل والمستقبل بوحدة واحدة بجهاز الإرسال والاستقبال (مرسل-مستقبل). غالبًا ما يختصر مصطلح المرسل ب «XMTR» «إكس أم تي أر» أو «TX» «تي إكس» في المستندات الفنية. الغرض من معظم أجهزة الإرسال هو الإرسال اللاسلكي (الراديوي) للمعلومات عبر مسافة. تُقدم المعلومات إلى جهاز الإرسال على شكل إشارة إلكترونية، مثل إشارة سمعية (صوتية) من ميكروفون أو إشارة فيديو (تلفزيونية) من كاميرا فيديو أو في أجهزة الشبكات اللاسلكية أو إشارة رقمية من كمبيوتر. يجمع المرسل بين إشارة المعلومات التي يتعين حملها وإشارة التردد الراديوي التي تولّد موجات الراديو، والتي تسمى إشارة الحامل. هذه العملية تسمى التعديل. يمكن إضافة المعلومات إلى الحامل بعدة طرق مختلفة، وبأنواع مختلفة من أجهزة الإرسال. في جهاز إرسال يستخدم التضمين المطالي «AM» «إيه أم»، تضاف المعلومات إلى الإشارة الراديوية عن طريق تغيير المطال. في جهاز إرسال يستخدم تعديل التردد «FM» «أف أم»، تضاف المعلومات عن طريق تغيير تردد إشارة الراديو جزئيًا. ويستخدم أنواع أخرى من التعديل أيضًا.
تسري إشارة الراديو من جهاز الإرسال إلى الهوائي، الذي يشع الطاقة كموجات راديو. يمكن أن يكون الهوائي مضمنًا داخل الجهاز أو متصل بالقسم الخارجي لجهاز الإرسال، كما هو الحال في الأجهزة المحمولة مثل الهواتف المحمولة وأجهزة الاتصال اللاسلكي وجهاز فتح باب الكراج. في أجهزة الإرسال الأكثر قوة، قد يوضع الهوائي أعلى مبنى أو على برج منفصل، ومتصل بجهاز الإرسال بواسطة خط تغذية، وهذا ما يدعى بخط النقل.

## آلية العمل
تُشع الموجات الكهرومغناطيسية عندما تُسرع الشحنات الكهربائية. تتولّد الموجات الراديوية، وهي موجات كهرومغناطيسية للترددات الراديوية، عن طريق التيارات الكهربائية المتغيرة زمنيًا، والتي تتكون من إلكترونات تتدفق عبر موصل معدني يُسمى الهوائي الذي يغير سرعتها أو اتجاهها وبالتالي تسريعها. سيؤدي التيار المتناوب الذي يتدفق ذهابًا وإيابًا في الهوائي إلى إنشاء حقل مغناطيسي متذبذب حول الموصل. سيقوم الجهد المتناوب أيضًا بشحن نهايات الموصل الإيجابية والسلبية بالتناوب، مما يخلق مجالًا كهربائيًا متذبذبًا حول الموصل. إذا كان تردد التذبذبات مرتفعًا بدرجة كافية، في نطاق الترددات الراديوية فوق 20 كيلو هرتز تقريبًا، سيُشع الحقلان الكهربائي والمغناطيسي المرتبطان والمتذبذبان بعيدًا عن الهوائي إلى الفضاء كموجة كهرومغناطيسية، وهي موجة راديو.
جهاز الإرسال الراديوي هو عبارة عن دائرة إلكترونية تقوم بتحويل الطاقة الكهربائية من مصدر طاقة إلى تردد لاسلكي ناتج عن تيار متناوب يطبق على الهوائي، ويشع الهوائي الطاقة من هذا التيار كموجات لاسلكية. سيحمل جهاز الإرسال أيضًا المعلومات مثل إشارة الصوت أو الفيديو على التردد اللاسلكي الذي ستحمله موجات الراديو. عندما تصطدم بهوائي جهاز الاستقبال الراديوي، ستثير الموجات تيارات راديوية ترددية متشابهة (ولكن أقل قوة). يستخرج جهاز الاستقبال اللاسلكي المعلومات من الموجات المستلمة.

### العناصر
يتكون جهاز إرسال راديوي عملي عادةً من هذه العناصر
- في أجهزة الإرسال عالية الطاقة، تقوم دائرة مزود الطاقة بتحويل الطاقة الكهربائية المدخلة إلى الفولتية العالية اللازمة لتأمين خرج الطاقة المطلوب.
- دائرة مذبذب إلكترونية لتوليد إشارة تردد الراديو. هذه الدائرة عادة ما تولّد موجة منحنى الجيب «ساين» بمطال ثابت وتدعى الموجة الحاملة، لأنها تعمل على «حمل» المعلومات عبر الفضاء. في معظم أجهزة الإرسال الحديثة، يُستخدم مذبذب بلوري يُتحكم فيه بدقة بالتذبذبات بواسطة اهتزازات الكوارتز البلوري. يُعتبر تردد الموجة الحاملة هو تردد المرسل.
- دارة المعدل لإضافة المعلومات المراد إرسالها إلى الموجة الحاملة التي ينتجها المذبذب. وذلك بتَغْيِير بعض جوانب الموجة الحاملة. تُقدم المعلومات إلى جهاز الإرسال إما على شكل إشارة صوتية، والتي تمثل الصوت أو إشارة الفيديو التي تمثل الصور المتحركة، أو بيانات على شكل إشارة رقمية ثنائية تمثل سلسلة من البتات، دفقة البتات. تستخدم الأنواع المختلفة من أجهزة الإرسال طرق تعديل مختلفة لإرسال المعلومات:
- في مرسل AM إيه أم «تضمين مطالي» يتنوع مطال (قوة) الموجة الحاملة بالتناسب مع إشارة التعديل.
- في مرسل FM أف أم «تعديل ترددي»، يتغير تردد الموجة الحاملة بواسطة إشارة التعديل.
- في جهاز إرسال FSK أف أس كيه «إبدال بإزاحة التردد»، الذي ينقل البيانات الرقمية، يتغير تردد الموجة الحاملة بين ترددين يمثلان الرقمين الثنائيين، 0 و1.
- OFDM «أو أف دي أم» «إرسال تقابلي متعدد متعامد بتقسيم التردد» هي مجموعة من طرق التعديل الرقمي المعقدة المستخدمة على نطاق واسع في أنظمة النطاق الترددي العالي مثل شبكات واي-فاي والهواتف الخلوية والبث التلفزيوني الرقمي والإذاعة الصوتية الرقمية «دي إيه بي» لنقل البيانات الرقمية باستخدام الحد الأدنى من عرض حزمة الطيف الراديوي. تتمتع «أو أف دي أم» بكفاءة طيفية أعلى ومقاومة أكبر للتلاشي (الخفوت) أكثر من «إيه أم» أو «أف أم». في «أو أف دي أم»، تُرسل الموجات الحاملة الراديوية المتعددة المرصوصة في التردد ضمن القناة الراديوية، مع تعديل كل موجة حاملة ببتات من دفقة البتات الواردة بحيث تُرسل عدة بتات في وقت واحد وبالتوازي. في المستقبل، يفك تعديل الموجات الحاملة وتُجمع البتات بالترتيب الصحيح في دفقة بتات واحدة.
- وتستخدم أيضا أنواع أخرى كثيرة من التعديل. في أجهزة الإرسال الضخمة، غالباً ما يدعى المذبذب والمعدل معًا بالمحرض.
- مضخّم التردد اللاسلكي «RF» «أر أف» لزيادة قوة الإشارة، لزيادة نطاق موجات الراديو.
- دائرة توفيق المعاوقة «موالف الهوائي» لتطابق (تعاير) ممانعة (مقاومة) المرسِل مع ممانعة الهوائي (أو خط النقل إلى الهوائي)، لنقل الطاقة بكفاءة إلى الهوائي. إذا لم تكن هذه الممانعات متساوية، فإنها تتسبب في حالة تُسمى الموجات الراكدة، والتي ترتد فيها القدرة من الهوائي باتجاه المرسل، وبالتالي مهدرةً الطاقة وأحيانًا تُسبب حرارة زائدة في المرسل.

في أجهزة الإرسال ذات التردد العالي، في نطاق التردد فوق العالي «UHF» «يو إتش أف» والموجات الميكروية، تكون المذبذبات ذاتية التشغيل غير مستقرة على تردد الخرج. استخدمت التصميمات الأقدم مذبذبًا بتردد أقل، والذي ضوعف بمضاعفات التردد للحصول على إشارة بالتردد المطلوب. تستخدم التصميمات الحديثة عادةً مذبذب عند تردد التشغيل الذي يُثبت عن طريق قفل الطور إلى إشارة مرجعية ذات تردد منخفض مستقرة جدًا، وعادة ما يكون مذبذبًا بلوريًا.

## القيود القانونية
في معظم أنحاء العالم، يخضع استخدام أجهزة الإرسال لرقابة صارمة بموجب القانون نظرًا لاحتمال حدوث تداخل خطير في عمليات الإرسال الراديوية الأخرى «على سبيل المثال، اتصالات الطوارئ». يجب أن تكون المرسلات مرخصة من قبل الحكومات، وفق مجموعة متنوعة من فئات التراخيص اعتمادًا على الاستخدام مثل البث والراديو البحري والحزمة المخصصة للطيران واللاسلكي للهواة والتي تقتصر على ترددات ومستويات طاقة معينة. تقوم هيئة تدعى الاتحاد الدولي للاتصالات «آي تي يو» بتخصيص نطاقات التردد في الطيف الراديوي لمختلف فئات المستخدمين. في بعض الفئات، يُمنح كل مرسل رمز نداء فريد يتكون من سلسلة من الحروف والأرقام التي يجب استخدامها كمُعرّف في عمليات الإرسال. يجب أن يحمل مُشغل (عامل) جهازَ الإرسال عادة رخصة حكومية، مثل رخصة مشغل هاتف لاسلكي عام، والتي يحصل عليها من خلال اجتياز اختبار يُظهر المعرفة التقنية والقانونية الكافية للتشغيل الآمن للراديو.

## اقرأ أيضاً
- إذاعة
- رادار